# Abetti (månkrater)
Abetti är en nedslagskrater på månen som har blivit helt täckt av maria. Den formar en "spökkrater" på ytan då det enda som syns är en böjd upphöjning där kraterranden är lokaliserad. Abettikratern är lokaliserad nära den sydvästra kanten av Mare Serenitatis, till väster om berget Mons Argaeus.
Den är uppkallade efter Antonio Abetti och Giorgio Abetti.